# Mithridates II. (Pontos)
Mithridates II. (altgriechisch Μιθριδάτης Mithridátēs) war der dritte König von Pontos. Er regierte von etwa 256/250 bis etwa 220 v. Chr.

## Leben
Mithridates II. war der Sohn des Königs Ariobarzanes von Pontos, der ein Bündnis mit den Galatern eingegangen war. Offenbar war es dann aber zu einem Bruch mit diesem Volk gekommen, denn die Galater verwüsteten Pontos um 250 v. Chr., als Mithridates II. als Erbe des väterlichen Reichs noch sehr jung war. Schließlich konnten die Galater vertrieben werden.
Mithridates II. konnte durchsetzen, dass die Dynastie der Seleukiden seine königliche Stellung anerkannte. Dazu diente seine um 245 v. Chr. erfolgte Hochzeit mit einer wahrscheinlich Laodike genannten Schwester des Seleukos II., wobei er Phrygien als Mitgift erhielt. Seleukos II. unternahm diesen Schritt wohl, um eine Unterstützung für seinen Kampf gegen den ägyptischen König Ptolemaios III. und für den Streit mit seinem Bruder Antiochos Hierax zu erlangen. Als zwischen den seleukidischen Brüdern ein Krieg begann, eilte Mithridates II. Antiochos Hierax mit einer Schar keltischer Söldner zu Hilfe, vielleicht, weil er sich dadurch eine Erschöpfung der Macht des Seleukidenreichs erhoffte. Tatsächlich erlitt Seleukos II. in der Schlacht bei Ankyra 239 v. Chr. eine schwere Niederlage und konnte nur mit Mühe entkommen. Es scheint, dass Mithridates II. nur nominell Phrygien erhalten hatte, da Antiochos Hierax dort schon um 238 v. Chr. Steuern erheben konnte.
Als Rhodos 227 v. Chr. von einem schweren Erdbeben erschüttert wurde, half Mithridates II. den Inselbewohnern durch großzügige Spenden. Er verheiratete 222 v. Chr. seine Tochter Laodike mit Antiochos III. und seine andere gleichfalls Laodike gerufene Tochter mit dem Kleinasien beherrschenden Achaios. 220 v. Chr. attackierte er die Stadt Sinope, die jedoch von Rhodos Hilfe erhielt und so dem Angriff des pontischen Königs standhalten konnte. Das weitere Schicksal Mithridates’ II. ist unbekannt, da ihn die (erhaltenen) Quellen später nicht mehr erwähnen. Ihm folgte sein Sohn Mithridates III.